# لهجات القطيف
لهجات القطيف هي اللهجات التي يتحدث بها سكان محافظة القطيف، وأغلبها لهجات فرعية من اللهجة البحرانية التي يتحدثها البحارنة الذين يشكلون أغلب سكان المحافظة. تتنوع لهجات محافظة القطيف بحسب كل قرية من قراها بشكل طفيف. وقد تأثرت لهجة محافظة القطيف بتأثير الحكم العثماني فيها والحكم البرتغالي؛ فظهرت المفردات التركية جزءاً من حديث الأهالي المحليين. ولهجات القطيف مقاربة جداً للهجة الخليجية.

## المصطلحات
هنالك الكثير من الكلمات لا يفهمها غيرهم. بعضها مشتقة من البلدان الأخرى كالهند وإيران وغيرهم بسبب عمل الأجداد والقدماء من قبل في البحر والسفر عن طريقه.. ومن بعضها: زرنوق.. بنطق القاف (گ) /الممر الضيق جداً في الطريق، دوشق(گ)/المنّام الذي ينام عليه، بانكة/مروحة، وش خانته/استفاهم الغرض منه الاستنكار أو الاستنقاص بشيء (مثال: وش خانته هالعصير؟ عندما تكون انتهت صلاحية العصير أو طعمه ليس طيّب أو لوجود عيب فيه)، وشرنگه/استفهام عند الحيرة في شيء معين (مثال: وشرنگه الفستان؟/كيف يكون شكله؟، أي فستان تقصد؟)، عفر /يمكن، (خاشوگة/ وتعني الملعقة)/ جدوع: (فطور)/ خواهر: (الحر الشديد) / نصيفات:(توأم) / أني بدلاً من أنا للمؤنث وغيرها الكثير من الكلمات التي تعبر عن تراث القطيف وثقافتها.

## مدينة القطيف وقراها ولهجاتها
تمتاز مدينة القطيف بلهجاتها المتعددة وذلك مع أن سكانها حوالي 600.000 نسمة وأيضًا قرب قراها من بعض حيث لا تبعد كل قرية من الأخرى أكثر من 10-15 دقيقة وهناك العديد من القرى والمدن لكننا سنأخذ أشهرها:

### القطيف
اللهجة القطيفية الأصلية أو اللهجة القلعاوية هي اللهجة المشتركة للمحافظة وهناك فروق بسيطة في كل قرية أو مدينة. وقد تأثرت اللهجة القطيفية باللهجة العراقية أكثر من غيرها كاستبدال حرف الكاف بحرف الجيم، مثلا كلمة سمچ وهي أصلها سمك وكلمة چنعد وهي اصلها كنعد وهو نوع من السمك الذي يصطاد هناك ونطق الكاف شين مثل شيف بمعنى كيف ويستبدل حرف القاف بالحرف الفارسي (گ) في بعض الكلمات وهو ينطق كحرف (G) الإنجليزي ككلمة گوة ومعناها قوة وكلمة گلب ومعناها قلب وكلمة گال بمعنى قال ولكن هذا الحرف لا يستبدل مع حرف القاف كثيرا، كما يستبدل حرف الجيم مع حرف الكاف (لكنهم لا يستبدلون كتابيا وهذا للشرح فقط)، وتظل اللهجة القطيفية مشابهة جدًا للهجة البحرانية التي يتحدث بها معظم سكان الخليج الشيعة.

### سيهات
مدينة سيهات مدينة بين الدمام والقطيف وهي أكبر المدن في المحافظة بعد القطيف، وتعتبر اللهجة السيهاتية إحدى اللهجات البحرانية والمتحدثة في مدينة سيهات في محافظة القطيف شرق المملكة العربية السعودية وقريبة إلى اللهجة الكويتية. وهي كغيرها من اللهجات التي تستبدل بعض الحروف بأخرى. مثلاً: تستبدل حرف (الكاف) بـ (الشين) العادية أو المثقلة حتى تخرج وكأنها (جيم) مثلاً: (شفة) أو (جفة) بدلاً من (كفة) أو لمخاطبة الإناث (أبوش) أو (أبوج) بدلًا من (أبوك) بكسر الكاف مثلها مثل أهل المنطقة الشرقية في السعودية. وكذلك تستبدل حرف (الجيم) بـ (الياء) كأن تقول (نخي) بدلًا من (نخج) أو (يريش) بدلًا من (جريش) أو (وايد) بدلًا من (واجد). وكذلك تستبدل حرف (الذال) بـ (الدال) كأن تقول (دهب) بدلًا من (ذهب) أو (داب) بدلًا من (ذاب) أو (ديب) بدلًا من (ذيب). وكذلك تستبدل حرف (الثاء) بـ (التاء) كان تقول (تلات مرات) بدلًا من (ثلاث مرات) أو (اتنين) بدلًا من (اثنين) علما بأن أجداد مدينة سيهات كانوا يقلبونها (فاء) بدلا من (ثاء) كغيرها من اللهجات البحرانية كأن تقول (فلاف مرات) بدلا من (ثلاث مرات). وكذلك تستبدل حرف (القاف) إلى (غين) كأن تقول (بغالة) بدلا من (بقالة) أو (غلم) بدلا من (قلم). وكذلك تستبدل (الغين) إلى (القاف) كأن تقول (قرفة) بدلًا من (غرفة). وكذلك تستبدل حرف (القاف) بـ (الجيم) كأن تقول (فريجهم فيه مخبز) بدلًا من (فريقهم فيه مخبز) أو (ريج) بدلًا من (ريق) أو (جدامي) بدلًا من (قدامي) أو (جدر) بدلًا (قدر).

### صفوى
مدينة صفوى تقع في شمال المحافظة بجانب بداية رأس تنورة واللهجة الصفوانية هي خليط ما بين اللهجة الكويتية واللهجة البحرانية وأقرب ما تكون للسيهاتية، وما يميزهم هو استخدام الياء بدلًا عن الجيم مثل ريّـال بدلاً عن رجـال، ياء بدلاً عن جاء مثل حيرة بدلاً عن حجرة، فهي سلسة ويسهل استيعابها لدى الكثير.

### العوامية
العوامية هي مدينة كبيرة واقعة في الجزء الشمال الغربي من المحافظة، تختلف اللهجة العوامية عن اللهجة القطيفية قليلًا فالعواميون ينطقون الياء أسرع مما ينطقها الباقون أو بالأحرى يمدونها ولا ينطقون حرف الجيم فلا يقولون چدي بل كدا ولا يقولون چيفا بل كيف ولكنهم وتقريبًا كل المحافظة غالبًا ينطقون (گ) بدلا من (ق). وكذا في حالة القاء سؤال، يمدون آخر حرف للدلالة على انه سؤال مثل: بتروحا؟ يعني: بتروح؟ هل ستذهب؟
ويتميزون بنطق كلمة أُميّ بكسر الهمزة، حيث ينطقونها «إميّ» وتختلف اللهجة العوامية بين مناطق شمال العوامية عن جنوبها قليلاً.

### القديح
قرية القديح قرية صغيرة واقعة جنوب العوامية وشرق القطيف ولكن مع صغرها فهي من أشهر قرى المحافظة واللهجة القديحية نفس اللهجة القطيفية عدا أنهم غالبًا لا ينطقون القاف أو (گ) بل ينطقونها كاف مثلًا: هل أنت تكرأ: هل أنت تقرأ، كطار: قطار. بالإضافة إلى ان كثير من سكان القديح يتكلمون بصيغة المؤنث مثلاً: أني بسافر: أنا سأُسافر، أني ما أعرفه: أنا لا أعرفه.

## العوامل المؤثرة

### النظام السياسي
تأثرت منطقة القطيف بفعل التقلبات السياسية، بعد أن حكمها الفرس بصورة غير مباشرة، واستعمار الإمبراطورية البرتغالية أجزاء منها وحكمها من قبل العثمانيين؛ فأضافت هذه الدول مفردات جديدة إلى لهجة السكان ولغتهم. كما تأثرت القطيف من البادية المُحيطة بالواحة. من الكلمات القليلة التي تبقّت واستخدمت وذات جذور تركية ما يلي: تفك (بندقية) ـ تتن (تبغ) ـ أوتي (مكواة) ـ تاوه أو تاوا (صفيحة معدنية لعمل الخبز) ـ شينكو (تنك). ومن بين ما يتداول من كلمات فارسية على صعيد منطقة الخليج: خوش (حسن/ جيد) ـ دريشة (نافذة) ـ دروازة (بوابة) ـ روزنة (مكان في الحائط كالحفرة يستخدم كرف ـ سيم (سلك) ـ سيخ (يستخدم في شواء اللحم وغيره ـ غوري (اناء صنع الشاي) ـ قفشة (ملعقة) ـ دوشق (فراش).
كما اصطبغت اللهجة القطيفية -خاصة بين علماء الدين فيها - بالعديد من الكلمات العراقية، وأصبحت لغة الخطاب الديني في المناسبات المحلية.
| في اللهجة العراقية | في اللهجة القطيفية | في اللغة      |
| ------------------ | ------------------ | ------------- |
| اللزكه             | اللزكه             | اللصقة        |
| چاي                | چاي                | شاي           |
| الصاية             | الصاية             | الثوب به فروج |
| الملا              | الملا              | الخطيب        |
| الجندة             | الجنطة             | الحقيبة       |
| عتيج               | عتيق ـ عتيج        | قديم          |
| قيمر               | قيمر ـ قشطة        | قشطة          |
| نرجيلة             | نارجيلة            | --            |
| فانوس              | فانوص ـ فانوس      | مصباح         |

### النظام الاقتصادي
مع تغير الحالة المعيشية في القطيف من الفقر إلى الغنى، أو من الزراعة وغوص البحر إلى العمل في الشركات، قلّ تداول العديد من الكلمات نتيجة لضمور أصولها، وكذلك نتيجة ضعف استخداماتها، مثل الكلمات المستخدمة أيام الغوص لصيد اللؤلؤ مثل: الغبّة: لجّة البحر، يتنوخذ: يبرز نفسه كرئيس، الحنيج: العنيد، دوّك الهوا: هدأ وسكن، بخت: حظ، المغلقة: سكين معقوفه تفتح بها صدف المحار[8]، وكذلك كلمات: السيب، والغيص، والرديف، والنهام، والعزال، وتباب، والفطام. أو مثل الكلمات المرتبطة بزراعة وتشذيب التخيل التي تقلّص استخدامها، مثل: الزبيل، السرّود، العسو، والمنزّ، والقفعة، والمرحلة وغيرها.
وهناك كلمات أخرى مثل زتِّتْ وتعني عجِّلْ. أو: هوِّد على الولد وتعني اربت عليه بلطف لكي ينام، وكلمة فنر: وتعني الفانوس أو ما يقاربه.
كما تأثرت اللهجة بالكلمات الإنجليزية نتيجة التعامل بها في شركة النفط، مثل غلاس، أو غلاص، وتعني الكأس، أو كلمة ليت ولمبة وتعني المصباح، أو حفيز (وتعني المكتب/ أوفيس) أو باص، وبروش، وفريم، وليسن (رخصة السواقة)، وتنديل، ولف (حنفية)، سترول (سويت رول)، كنديشن، بطل (زجاجة)، صندوق تجوري ( treasure  chest).